# Zoia Horn
Zoia Horn (née Zoia Markovna Polisar) est originaire d'Odessa, en Ukraine. Née le 14 mars 1918 et décédée le 12 juillet 2014 à Oakland, Californie, à l'âge de 96 ans, Zoia Horn est une bibliothécaire activiste, engagée pour la liberté intellectuelle. Son engagement vis-à-vis de ces principes la mène en prison, pour une durée de 20 jours, en 1972. Elle devient ainsi la première bibliothécaire des États-Unis à être emprisonnée.

## Biographie
Zoia Horn est principalement connue pour avoir passé trois semaines en prison après avoir refusé de témoigner au sujet de l'utilisation faite par des activistes des ressources de la bibliothèque dans laquelle elle travaillait.

### Parcours personnel
Zoia Horn immigre au Canada en 1926 avec ses parents, à l'âge de huit ans. Ils s'installent peu après à New York. Elle se marie avec Dean Galloway, directeur des services des bibliothèques de Stanislaus State College, de Turlock, Californie. Ils auront deux filles : Patricia et Catherine.

### Parcours académique et professionnel
Zoia Horn étudie au Brooklyn College et au School of Information and Library Science au Pratt Institute. C'est en 1942 qu'elle obtient son premier emploi au sein d'une bibliothèque. Après des études à l'University of Oregon, elle devient active dans des associations de bibliothéconomie. Elle s'engage ensuite à la bibliothèque de l'University of California, en 1965. C'est aussi à cette époque qu'elle rencontre Dean Galloway. Elle obtient ensuite un poste à la Modesto Public Library, en Californie, qu'elle occupe jusqu'à sa sortie de prison.

### Activisme
En 1965, alors en poste à l'University of California, Zoia Horn milite contre la Guerre du Viêt Nam. En 1968, elle devient la chef de services du Reference Department at Bucknell University, à Lewisburg, en Pennsylvanie. Elle travaille alors avec ce qu'on appelle des peaceniks, des activistes politiques s'opposant publiquement à la guerre et à la prolifération des armes. Le Federal Bureau of Investigation (FBI) demande à Zoia des informations concernant Philip Berrigan, un prêtre catholique et un activiste anti-guerre, envoyé en prison fédérale. Au moment du procès, Zoia travaille maintenant pour Modesto Public Library, en Californie. Malgré un ordre de la cour qui lui ordonne de témoigner, Zoia refuse, clamant que ceci va à l'encontre de ses principes professionnels que sont la liberté intellectuelle et la vie privée. C'est ainsi qu'elle est condamnée à la prison, au Dauphin County Jail. Après 20 jours, sa liberté lui est remise : les charges retenues contre elle sont considérées peu fiables.

### Prix et distinctions
Chaque année, l'Association des bibliothèques de la Californie décerne le Prix Zoia Horn pour la liberté intellectuelle (The Zoia Horn Intellectual Freedom Award), afin d'honorer les citoyens, groupes ou organisations de la Californie qui ont contribué de manière significative à la liberté intellectuelle.